# Diego Figueredo
Diego Figueredo (* 28. April 1982 in Asunción) ist ein ehemaliger paraguayischer Fußballspieler auf der Position des Mittelfeldspielers.

## Karriere

### Verein
Figueredo wechselte im Januar 2004 von Olimpia Asunción zu Real Valladolid. Bei den Spaniern kam er in der Rückrunde zu insgesamt acht Einsätzen, musste mit dem Klub aber am Saisonende aus der ersten spanischen Liga absteigen. In der Saison 2004/05 bestritt er 28 Partien in der zweiten Liga für Valladolid und erzielte dabei drei Treffer.
In der folgenden Saison wurde er an Boavista Porto verliehen, bei denen er nur sporadisch zum Einsatz kam. Im darauf folgenden Jahr wurde er erneut verliehen, dieses Mal nach Argentinien zum dortigen Erstligaaufsteiger CD Godoy Cruz. Nach dem Abstieg mit Godoy Cruz kehrte Figueredo zu Valladolid zurück, kam aber erst mit sechs Tagen Verspätung aus seinem Urlaub zurück und wurde aus dem Erstligakader Valladolids verbannt. Anfang 2008 kehrte er zum Club Cerro Porteño in seine paraguayische Heimat zurück. Ein Jahr später wechselte er zum Everton de Viña del Mar nach Chile. Dort konnte er sich nicht durchsetzen und kam lediglich auf vier Einsätze.
Anfang 2010 kehrte Figueredo zu Olimpia zurück. Dort wurde er wieder zur Stammkraft.

### Nationalmannschaft
Figueredo war 2004 Stammspieler im Olympiakader Paraguays. In Athen gewann er die Silbermedaille mit der Mannschaft, nachdem man sich im Finale Argentinien geschlagen geben musste. Figueredo wurde im Finale in der 82. Minute mit gelb-rot des Platzes verwiesen.
Bei der Copa América 2004 kam er zu vier Einsätzen im paraguayischen Nationalteam.